# Walter Schlosser (Politiker, 1936)
Walter Schlosser (* 27. Februar 1936 in Laakirchen, Oberösterreich) ist ein ehemaliger deutscher Politiker (SPD).
1962 wurde Schlosser Mitglied der SPD. Er war Kreisvorsitzender und Stadtrat in Rosenheim und dort auch 3. Bürgermeister. Von 1974 bis 1990 war der berufliche Geschäftsführer Mitglied des Bayerischen Landtags.
Er lebt nun zurückgezogen mit seiner Ehefrau in Rosenheim. Walter hat zwei Kinder.